# Mahabodhisällskapet
Mahabodhisällskapet grundades i Sri Lanka (dåvarande Ceylon) 1891 av Anagarika Dharmapala. Det skulle aktivera buddhismen i Buddhas eget land. Sällskapet har europeiska grenar och bedriver buddhistisk mission i västerlandet.
År 1956 grundade Acharya Buddharakkhita, en buddhistisk munk med djup kunskap och erfarenhet om Buddhas lära grundade Maha Bodhi Society, Bangalore. Genom att se det akuta behovet av att utbilda goda munkar, etablerade han den Mahabodhi Sangharama, som har utbildat många munkar från hela världen, som fortsätter sina ansträngningar för att tjäna orsaken till Buddha Dhamma, särskilt i landet av dess ursprung, Indien. Han genomförde också flera humanitära verksamheter och etablerade utbildningsinstitutioner.
Mahabodhisällskapet i Bangalore har uppdrag att handha andliga och humanitära tjänster både i Indien och utomlands.